# Atlás (mytologie)
Atlás, starořecky Ἄτλας, je v řecké mytologii Titán, který z Diovy vůle drží nebesa. Atlás se setkal s dvěma významnými řeckými hrdiny, Héraklem a Perseem, přičemž prvním byl přelstěn a druhým proměněn v kámen. Podle jednoho z podání byl také vůdcem povstání Titánů proti Diově vládě.
Atlás byl zplozen Titánem Íapetem, synem Úránovým, a jeho manželkou Klymené, dcerou Titána Ókeana, a jeho bratry jsou Menoitios, Prométheus a Epimétheus. Je mu také přisuzováno několik dětí:
- podle různých zdrojů Plejády, případně také Hyády a Hyás, které zplodil s Pleioné či Aithrou
- nymfa Kalypsó[3]
- Maira, manželka Tegeatova[4]
- Hesperidky[5]

Atlás je zpodobněn na mnoha uměleckých dílech, jak antických tak pozdějších, a jeho jméno se objevuje v řadě významných pojmů: v názvu severoafrického pohoří Atlas, Atlantského oceánu, či mytické Atlantidy; je po něm nazván i krční obratel atlas a jako atlas se označuje také kolekce map.

## Mytologie
| Ostrov je stromoví plný, a bohyně obývá na něm, Atlanta zhoubné mysli to rozenka. — Jemu jsou všechny mořské hlubiny známy, a sám též vysoké nese sloupy, jež širou zemi i nebesa od sebe dělí. |
| Homér, Odysseia, 1.52 překlad Otmar Vaňorný |

	Nejstarší zmínky o Atlantovi pochází již z přelomu 8. a 7. století př. n. l., kdy vznikala nejstarší řecká literární díla. Zatímco Homérova Odysseia zmiňuje jen, že nese sloupy dělící zemi a nebesa, tak Hésiodova Theogonia uvádí i jeho rodiče i bratry, a také tvrdí že nebesa nese z Diovy vůle. Hésiodos též uvádí, že Atlás přebývá v Tartaru, před domem Nykty-Noci, na místě, kde země, nebe a moře končí i začíná, a kde se potkává Den a Noc, a drží tam bez hnutí na hlavě oblohu. Odlišné místo Atlantova pobytu je zmiňováno v pozdějších zdrojích: západ nebo starověká Libye, na západ Atlanta umísťuje i Valerius Flaccus, podle kterého Titán stojí v Okeánu. Až v Hyginových Fabulae z 2. století se objevuje podání, že Atlás byl vůdcem vzpoury Titánů, nabádaných Hérou, proti Diovi, která však byla neúspěšná a tak za trest musí nést nebesa.
| Atlás, ten z tvrdé nutnosti nese oblohu širou na konci světa, blíž zvučně pějících Hesperidek stojačky, na rukou neúnavných a na vlastní hlavě, neboť takových úděl mu přiřkl rozumný Zeus. |
| Hésiodos, Theogonia, 517 – 520, překlad Julie Nováková |

	Atlás také vystupuje v mýtu o tom, jak Héraklés získal zlatá jablka Hesperidek, který se objevuje jako celistvé vyprávění až v Pseudoapollodórově Bibliothéce z 2. století, ale bezpochyby je starší, jak ukazuje například zobrazení Atlanta s Héraklem na váze z 6. století př. n. l. Podle Pseudoapollodóra se Héraklés, který měl získat zlatá jablka pro krále Eurysthea, setkal s Atlantem, který přebýval u Hyperborejců, a na Prométheovu radu od něj převzal tíži nebeské sféry. Když se Atlás vrátil s jablky ze zahrady Hesperidek, nabídl se, že je odnese Eurystheovi sám, Héraklés však, opět na Prométheovu radu, s tímto plánem souhlasil jen naoko a požádal Atlanta aby nebesa opět chvíli držel, než si udělá polštářek na ramena. Poté, co se Atlás opět chopil nebes, tak Héraklés vzal jablka a Titána opustil. Pseudoapollodóros zmiňuje též podání, podle kterého Héraklés jablka získal sám poté co přemohl draka, který je hlídal. Apollónios z Rhodu ve své Argonautice zmiňuje, že zahrada kde drak Ládón jablka střežil, byla nazývána Atlantovou zahradou.
| Jak veliký byl Atlás, v tak velkou se proměnil horu: v pohoří ruce a plece, vous s vlasy se ve hvozdy mění, co bylo dříve hlavou, to nyní je temenem horským, kosti se kamenem stanou. A zmohutněv na všecky strany, vyrostl do nedozírna (tak bozi, jste rozhodli) takže nebe i se spoustou hvězd vtom spočine na jeho plecích. |
| Ovidius, Proměny, Kniha IV, řádky 655-662 |

	V pozdní verzi mýtu, která vysvětlovala původ pohoří Atlas, byl Atlás přemožen Perseem. Na časový rozpor, protože život Perseův byl tradičně kladen před Héraklův, upozorňovali již antičtí autoři. Podle nejznámější verze obsažené v Ovidiových proměnách doletěl Perseus na svých okřídlených sandálech na hesperské pobřeží a žádal Atlanta o pohostinnost. Titán však, pamětliv věštby Themidy Parnasie, obehnal svůj sad zdí a nechal ho střežit drakem a Persea, který se chlubil svým původem a skutky, označil za lháře. Perseus následně vytáhl Medúsinu hlavu a nechal Atlanta zkamenět v horu. Atlas měnící se ve složky kosmu se podobá kosmických obrům jiných mytologií.
Diodóros Sicilský, řecký historik z 1. století př. n. l., se pokusil mýtus o Atlantovi racionalizovat a ve svém díle tak hovoří o dvou bratrech jménem Hesperos a Atlas, kteří žili v zemi zvané Hesperitis. Hesperovi se narodila dcera jménem Hesperis, kterou provdal za svého bratra, který s ní zplodil sedm dcer, po svém otci zvaných Atlantidy, po své matce Hesperidky. Po těchto dcerách, které vynikaly krásou a cudností, zatoužil Búsiris, král egyptský, a poslal tak pro ně piráty, kteří je unesli ze zahrady kde si hrály. Dívky však byly osvobozeny Héraklem, který je poté přivedl zpět jejich otci. Atlás pak Hérakla za odměnu učil astrologii. A pro svou znalost astrologii byl podle Diodóra Atlás označován za toho, kdo nese nebeskou klenbu na svých ramenou.

### Atlás v umění
- Atlás držící nebesa a zemi společně s Héraklem, který se od něj chystá břemeno převzít, byl zobrazen na jedné ze scén zdobících Diovu sochu v Olympii[17]
- Atlás držící nebeskou klenbu a zemi na plecích, a také jablka Hesperidek, byl společně s Héraklem vyobrazen na Kypselově truhle v Héřině chrámu v Olympii[18]
- metopa Héraklés, Atlás a Athéna z Diova chrámu v Olympii (z 5. stol. př. n. l., objevená při vykopávkách)
- mramorová socha Atlás pod tíhou nebeské klenby, její kopie je v neapolském Národním muzeu
- freska bratří Carracciů Héraklés a Atlás (z r. 1582, je v boloňském Pallazzo Sampieri
- obraz P. P. Rubense Atlás (kolem roku 1628, umístěn v madridském Pradu)

Velmi časté je především v baroku užití postavy Atláse (pod názvem atlant) v architektuře jako specifický nosný architektonický sochařský prvek, představující svalnatou mužskou postavu nesoucí břemeno, například překlad portálu, balkon, atp. Někdy též jako volná socha nesoucí rozměrnou kouli – sféru:
- sochy Atlantů z dílny Matyáše Bernarda Brauna na portálu Clam-Gallasova paláce v Praze (kolem r. 1715)
- sochy Atlantů od Ferdinanda Maxmiliána Brokoffa, na Morzinském paláci v Praze (kolem r. 1715)
- socha Atlanta z dílny Matyáše Bernarda Brauna na portálu Vrtbovské zahrady v Praze
- socha Atlanta z dílny Balthasara Permosera na pavilonech Zwingeru v Drážďanech
- socha Atlanta na vrcholu astronomické věže pražského Klementina z olověného plechu
- bronzová socha Atlanta od P. Manshipa (Rockefellerovo centrum v New Yorku)
- spisovatelka Ayn Randová pojmenovala své životní dílo Atlas Shrugged (v češtině vyšlo pod názvem Atlasova vzpoura). Touto novelou se prolíná symbolika Atlase jakožto někoho, kdo nese svět na svých bedrech a udržuje jej v chodu

## Galerie

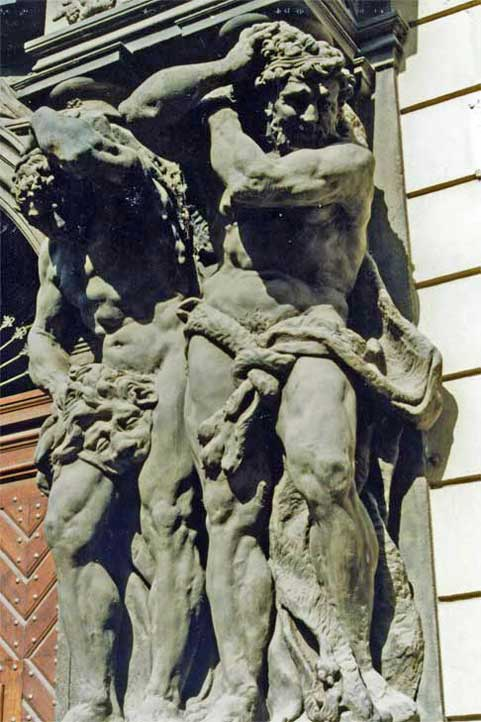
Sochy atlantů na portálech pražského Clam-Gallasova paláce
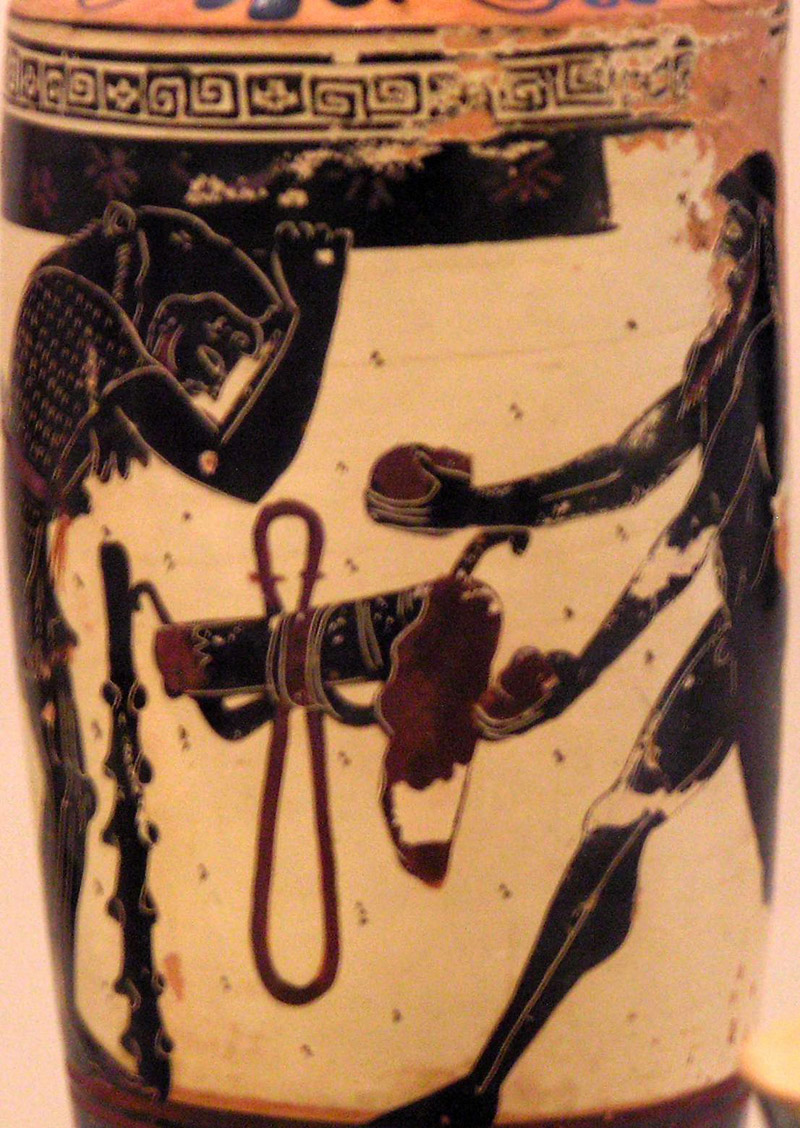
Atlás (vpravo) podávající zlatá jablka Héraklovi (vlevo), který drží nebesa, athénský černofigurový lékythos z 6. století př. n. l., Národní archeologické muzeum v Athénách
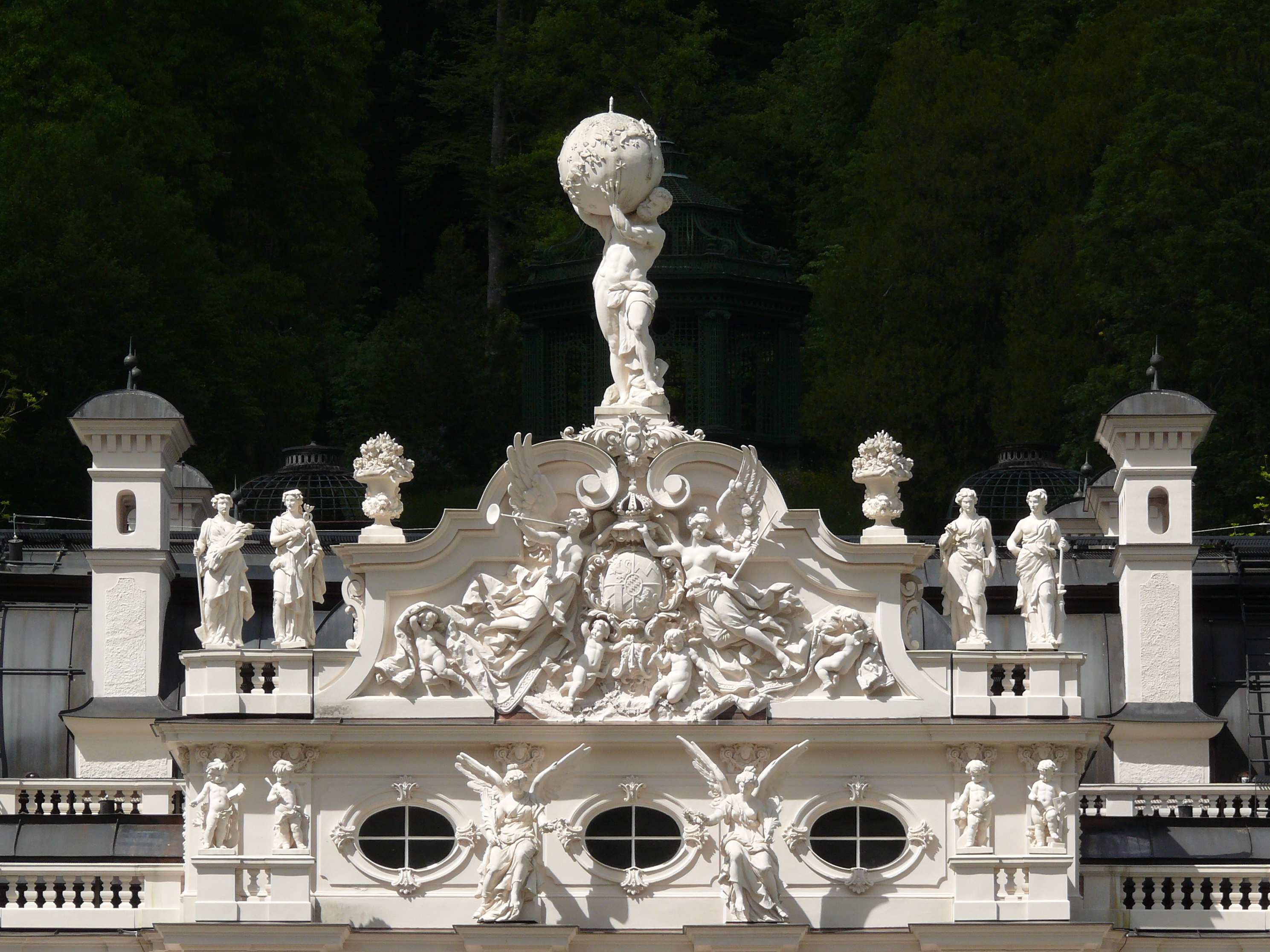
Socha Atláse na štítu zámku Linderhof od Franze Walkera
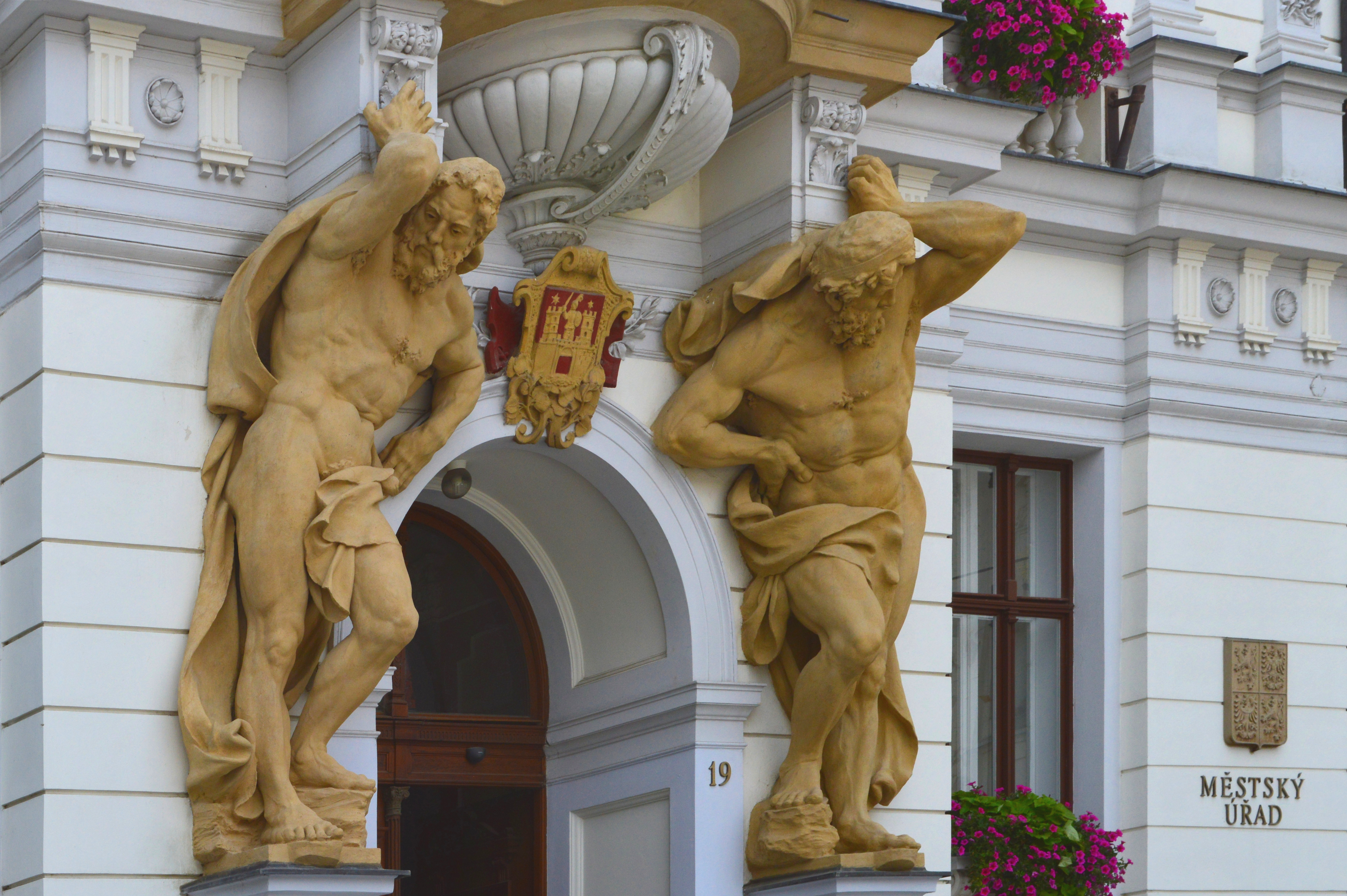
Atlanti po stranách portálu nové radnice v Uherském Hradišti
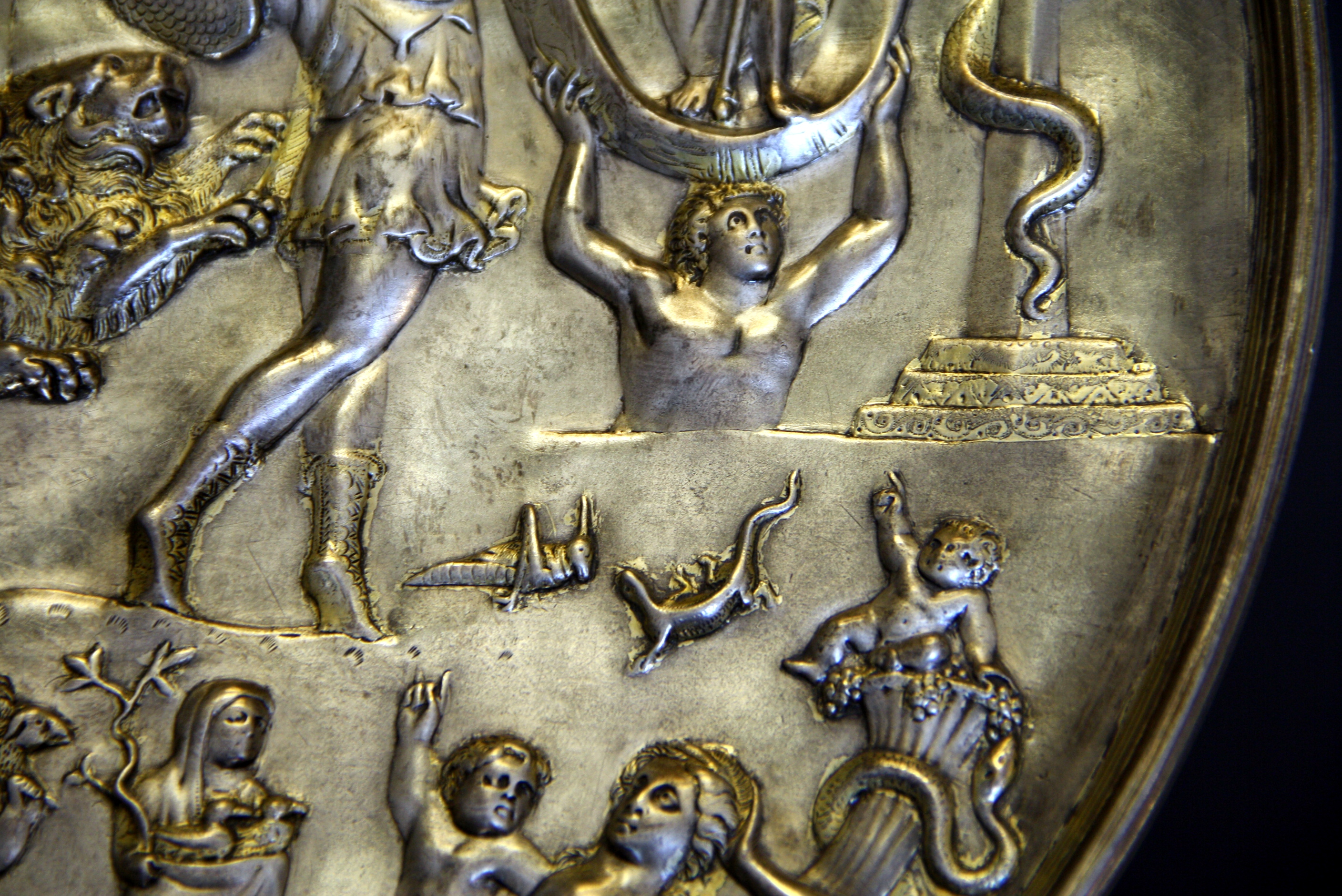
Atlás nesoucí zvěrokruh, detail talíře z Parabiaga (361/363 n. l.)